# معركة لوتسن
هي واحدة من أهم معارك حرب الثلاثين عام والتي بدأت مع الدفاع الثانية عن براغ في 1618 وانتهت مع معاهدة ويسفالين في عام 1648. وكانت نتيجة المعركة انتصارا حاسما للبروتستانت، ولكن يكلف حياة واحد من أهم قادة التحالف البروتستانتي، الملك السويدي غوستاف الثاني أدولف، والتي تسببت الحملة البروتستانتية لفقدانها لاتجاهها. كانت المعركة الأسطورية بسبب الضباب،التي تقع الثقيلة على حقول ولاية سكسونيا في صباح ذلك اليوم. لا يزال يستخدم عبارة "Lützendimma"(الضباب في اللغة السويدية )من أجل وصف الضباب الكثيف بشكل خاص.